# 1978 у кіно

## Події
- Під приводом фінансової недбалості та безгосподарності під час виробництва фільму Анджея Жулавського «На срібній планеті» була розпущена польська кіногрупа «Призма» (пол. Zespół Filmowy «Pryzmat»).

## Фільми

### Світове кіно

#### 0-9
- 1922 /  Греція (режисер Нікос Кундурос)
- 31 червня /  СРСР (режисер Леонід Квініхідзе)

#### А
- А щастя поруч /  СРСР (режисерка Маргарита Касимова)
- Алмазна стежка /  СРСР (режисер Володимир Хмельницький)
- Аревік /  СРСР (режисер Аркадій Айрапетян, Арнольд Агабабов)
- Астральне кунг-фу /  (режисер Ло Вей)

#### Б
- Байстрюк /  США (режисер Лі Кацин)
- Баламут /  СРСР (режисер Володимир Роговий)
- Бачу ціль /  СРСР (режисер Шахбазян Сурен Варткесович)
- Безіменна зірка /  СРСР (режисер Михайло Козаков)
- Безквиткова пасажирка /  СРСР (режисер Юрій Побєдоносцев)
- Безумство Джеппо /  Італія (режисер Адріано Челентано)
- Бенефіс Людмили Гурченко /  СРСР (режисер Євген Гінзбург)
- Блакитні блискавки /  СРСР (режисер Ісаак Шмарук)
- Близька далина /  СРСР (режисер Віталій Кольцов)

#### Г
- Гелловін /  США (режисер Джон Карпентер)
- Голубка /  СРСР (режисер Володимир Назаров)
- Грецький магнат /  США (режисер Дж. Лі Томпсон)

#### Д
- Дні жнив /  США (режисер Терренс Малік)
- Дотик медузи /  Велика Британія,  Франція (режисер Джек Голд)

#### Е
- Ека і козеня /  СРСР (режисер Отар Андронікашвілі)

#### З
- Змилуйся над нами /  СРСР (режисер Альгірдас Арамінас)

#### М
- Мисливець на оленів /  США (режисер Майкл Чіміно)
- Мовчазний партнер /  Канада (режисер Деріл Дьюк)

#### О
- Опівнічний експрес /  США (режисер Алан Паркер)
- Осіння соната /  Франція  ФРН  Швеція  Велика Британія (режисер Інгмар Бергман)
- Очі Лаури Марс /  США (режисер Ірвін Кершнер)

#### Р
- Райська алея /  США (режисер Сільвестр Сталлоне)

#### С
- Світанок мерців /  США (режисер Джордж Ромеро)
- Сині комірці /  США (режисер Пол Шредер)
- Супермен /  США (режисер Річард Доннер)

#### У
- У лісі /  США (режисер Сем Реймі)

#### Х
- Хороші хлопці носять чорне /  США (режисер Тед Пост)
- Хочу тримати тебе за руку /  США (режисер Роберт Земекіс)
- Хтось стежить за Мною! /  США (режисер Джон Карпентер)

### УРСР
- Будьте напоготові, Ваша високосте!
- Бунтівний «Оріон»
- Д'Артаньян та три мушкетери
- Женці
- Ой не ходи, Грицю, та й на вечорниці

## Персоналії

### Народилися
- 14 січня — Куно Бекер — мексиканський актор кіно і телебачення.
- 20 січня — Омар Сі — французький кіноактор, сценарист, продюсер.
- 1 червня — П'єр Деладоншам, французький актор.
- 11 червня — Павло Мунтян — громадський діяч у галузі розвитку російської мультиплікації, зокрема альтернативної та маргінальної анімації.
- 12 червня — Ді Джей Коуллс, американський актор і продюсер.
- 9 серпня — Одрі Тоту, французька кіноакторка.
- 19 серпня — Мішель Борт, американська акторка кіно й телебачення.
- 29 серпня — Жеремі Елькайм, французький актор і сценарист.
- 12 листопада — Селін Ск'ямма, французька сценаристка і режисерка.
- 22 листопада — Лінартович Дмитро Костянтинович, український актор театру, кіно та дубляжу.

### Померли
- 9 січня — Нобл Джонсон, афроамериканський актор і кінопродюсер (нар. 1881).
- 16 січня — Ігнатович-Балінський Гнат Гнатович, український режисер, актор, педагог.
- 27 січня — Оскар Гомолка, австрійський актор.
- 2 лютого — Венді Баррі, британська акторка театру і кіно (нар. 1912).
- 22 лютого:
  - Ернест С. Палмер, голлівудський кінооператор.
  - Немечек Борис Костянтинович, радянський художник кіно, художник-постановник.
- 1 березня — Симчич Василь Ілліч, український актор, режисер (нар. 1915).
- 18 березня — Пеггі Вуд, американська акторка (нар. 1892).
- 23 березня — Філіппов Віталій Костянтинович, радянський і український кінооператор.
- 9 квітня — Майкл Вілсон, американський сценарист.
- 23 квітня — Переверзєв Іван Федорович, радянський російський актор театру і кіно.
- 25 квітня — М'ясникова Варвара Сергіївна, радянська акторка театру і кіно.
- 28 квітня — Роман Лазарович Кармен, радянський кінооператор і кінодокументаліст.
- 12 травня — Василь Васильович Меркур'єв, радянський актор і педагог, народний артист СРСР (1960).
- 22 травня — Хринюк Євген Минович, радянський український сценарист і кінорежисер.
- 28 травня — Владислав Вацлавович Дворжецький, радянський актор театру і кіно (нар. 1939).
- 2 червня — Маклярський Михайло Борисович, радянський російський кінодраматург.
- 15 липня — Бірило Степан Степанович, білоруський та радянський актор.
- 16 липня — Говард Естабрук, американський актор, режисер, продюсер і сценарист.
- 10 серпня — Войтенко Володимир Григорович, радянський, український оператор-постановник ігрових і науково-популярних фільмів.
- 17 серпня — Віра Петрівна Марецька, радянська акторка театру і кіно.
- 18 серпня — Блащук Микола Іванович, український актор театру і кіно, соліст оперети.
- 26 серпня — Шарль Буає, американський актор французького походження.
- 29 серпня — Карл Гартль, австрійський кінорежисер, сценарист і продюсер (нар. 1899).
- 31 серпня — Лі Ґармс, американський кінооператор.
- 9 вересня — Джек Ворнер, американський продюсер і кіномагнат канадського походження.
- 18 жовтня — Володимир Петрович Вайншток, радянський кінорежисер і сценарист.
- 9 листопада — Флоранс Марлі, французька акторка чеського походження (нар. 1919).
- 14 листопада — Дроздовська Мікаела Михайлівна, радянська акторка кіно і дубляжу.
- 16 листопада — Клод Дофен, французький актор.
- 18 листопада — Кравчуновська Марія Олександрівна, радянська акторка.
- 3 грудня — Кавалерідзе Іван Петрович, український скульптор, кінорежисер, драматург, сценарист, художник кіно.
- 10 грудня — Ед Вуд, американський сценарист, режисер, продюсер, актор, письменник та спеціаліст з монтажу фільмів.
- 29 грудня — Алтайська Віра Володимирівна, радянська акторка театру і кіно.